# Clubiona desecheonis
Clubiona desecheonis là một loài nhện trong họ Clubionidae.
Loài này thuộc chi Clubiona. Clubiona desecheonis được Alexander Petrunkevitch miêu tả năm 1930.